# Агабабян, Ашот Сергеевич
Ашот Сергеевич Агабабян (арм. Աշոտ Սերգեյի Աղաբաբյան, 8 ноября 1952 — Ереван) — депутат парламента Армении, предприниматель.
- 1973—1978 — Ереванский институт народного хозяйства. Экономист. Награждён орденом «За боевую службу» (1996).
- 1970—1972 — служба в советской армии.
- 1974 — узловязальщик на Ереванском шёлковом комбинате, а с 1974—1977 — на том же комбинате слесарь.
- 1977—1978 — экономист, затем инженер на Ереванском трикотажном комбинате.
- 1979 — старший экономист треста «Армпассажиртранс».
- 1979—1980 — заведующий магазином пищеторга N 3 управления торговли исполкома Ергорсовета.
- 1980—1983 — заместитель заведующего магазином пищеторга № 6 г. Еревана.
- 1983—1992 — заведующий магазином пищеторга № 4 г. Еревана.
- С 1988 — участвовал в боевых действиях военно-патриотической организации «Армия Независимости». Член военного совета, начальник штаба армии.
- 1990—1993 — депутат Маштоцкого райсовета г. Еревана.
- 1993—1999 — генеральный директор спорткомплекса «Раздан», с 1999 — председатель совета директоров ЗАО «Арендное предприятие спорткомплекс Раздан».
- 2002—2003 — председатель федерации футбола г. Еревана.
- 2003—2007 — был депутатом парламента. Член постоянной комиссии по вопросам науки, образования, культуры и молодёжи. Член партии «РПА». Один из основателей РПА
- 12 мая 2007 — вновь избран депутатом. Член партии «РПА».